# Kasepää
Kasepää era un comune rurale dell'Estonia orientale, nella contea di Jõgevamaa. Capoluogo del comune era la località (in estone küla) di Raja.
Nel 2017 è stato inglobato nel comune di Mustvee.

## Località
Oltre al capoluogo, il comune comprende altre 7 località:
Kaasiku, Kükita, Metsaküla, Nõmme, Omedu, Raja e Tiheda.